# Szeriekino (sielsowiet sielekcyonny)
Szeriekino (ros. Шерекино) – wieś (ros. деревня, trb. dieriewnia) w zachodniej Rosji, w sielsowiecie sielekcyonnym rejonu lgowskiego w obwodzie kurskim.

## Geografia
Miejscowość położona jest nad jeziorem Szeriekinskoje w dorzeczu Sejmu, 5 km od centrum administracyjnego sielsowietu (Sielekcyonnyj), 1,5 km na północny zachód od centrum administracyjnego rejonu (Lgow), 67 km na południowy zachód od Kurska, 3 km od drogi regionalnego znaczenia 38K-017 (Kursk – Lgow – Rylsk – granica z Ukrainą) – część trasy europejskiej E38.
We wsi znajdują się ulice: Kurskaja, Lenina, Ługowaja, Mirnaja, Nabierieżnaja, Oktiabrskaja, Polewaja, Sadowaja i Sowietskaja (396 posesji).
Klimat
Miejscowość, jak i cały rejon, znajduje się w strefie klimatu kontynentalnego z łagodnym ciepłym latem i równomiernie rozłożonymi opadami rocznymi (Dfb w klasyfikacji klimatów Köppena).

## Demografia
W 2010 r. wieś zamieszkiwało 660 osób.